# بارت مايرز
بارت مايرز (بالهولندية: Bart Meijers) هو لاعب كرة قدم هولندي في مركز قلب الدفاع، ولد في 10 يناير 1997 في بريدا في هولندا. لعب مع ألميره سيتي ونادي بترولول بلويشتي وناك بريدا وهيلموند سبورت و أخيرًا الوداد الرياضي المغربي

## وصلات خارجية
- بارت مايرز على موقع قاعدة بيانات كرة القدم.إي يو (الإنجليزية)
- بارت مايرز على موقع Soccerway.com (الإنجليزية)
- بارت مايرز على موقع عالم كرة القدم.نت (الإنجليزية)